# Liste der Vega-Raketenstarts
Die Liste der Vega-Raketenstarts umfasst alle Starts der europäischen Trägerraketen Vega und Vega-C.
Statt einer einzelnen Nutzlast können die Vega-Raketen mittels Adaptern für Mehrfachstarts auch eine Vielzahl von Cubesats und Minisatelliten gleichzeitig starten, oder zwei größere Nutzlasten im Doppelstart oder eine große Nutzlast und einige Kleinsatelliten als Zusatznutzlasten.
Alle Vega-Raketen heben vom Startplatz ELV (Ensemble de Lancement Vega) des europäischen Weltraumbahnhofs in Französisch-Guayana ab. Die Flugnummern beginnen jeweils mit „VV“ für vol Vega (französisch für „Vega-Flug“), analog zu „VA“ für Ariane-Starts.

## Statistik
Stand: 31. Juli 2025
| Version                  | Vega (P80)        | Vega-C (P120) | Vega-E (P160) |
| Status                   | inaktiv           | aktiv         | geplant       |
| ------------------------ | ----------------- | ------------- | ------------- |
| Nutzlast in Tonnen (LEO) | 1,5               | 2,5           | ca. 3         |
| Erster Flug              | 13. Februar 2012  | 13. Juli 2022 | 2027/28       |
| Anzahl der Flüge         | 22                | 5             | –             |
| Volle Erfolge            | 18                | 4             | –             |
| Teilerfolge              | 2                 | 0             | –             |
| Fehlstarts               | 2                 | 1             | –             |
| Letzter Flug             | 5. September 2024 | (im Einsatz)  | –             |
| Zuverlässigkeit ca.      | 86 %              | 80 %          | –             |

## Durchgeführte Starts
Die Flugnummern erhalten das Präfix VV für vol Vega (französisch für „Vega-Flug“), analog zu VA für die Ariane und VS für die Sojus-Rakete.
Stand der Liste: 31. Juli 2025
| Start Nr.                                                                                       | Datum u. Uhrzeit UTC                                                                            | Typ                                                                                             | Mission Nutzlast | Art der Nutzlast | Nutzlast in kg (brutto) 1 | Orbit 2                                                                                         | Anmerkungen                                                                                            |                                                                                                 |
| 2012 – 2013 – 2014 – 2015 – 2016 – 2017 – 2018 – 2019 – 2020 – 2021 – 2022 – 2023 – 2024 – 2025 | 2012 – 2013 – 2014 – 2015 – 2016 – 2017 – 2018 – 2019 – 2020 – 2021 – 2022 – 2023 – 2024 – 2025 | 2012 – 2013 – 2014 – 2015 – 2016 – 2017 – 2018 – 2019 – 2020 – 2021 – 2022 – 2023 – 2024 – 2025 | 2012 – 2013 – 2014 – 2015 – 2016 – 2017 – 2018 – 2019 – 2020 – 2021 – 2022 – 2023 – 2024 – 2025 | 2012 – 2013 – 2014 – 2015 – 2016 – 2017 – 2018 – 2019 – 2020 – 2021 – 2022 – 2023 – 2024 – 2025 | 2012 – 2013 – 2014 – 2015 – 2016 – 2017 – 2018 – 2019 – 2020 – 2021 – 2022 – 2023 – 2024 – 2025 | 2012 – 2013 – 2014 – 2015 – 2016 – 2017 – 2018 – 2019 – 2020 – 2021 – 2022 – 2023 – 2024 – 2025 | 2012 – 2013 – 2014 – 2015 – 2016 – 2017 – 2018 – 2019 – 2020 – 2021 – 2022 – 2023 – 2024 – 2025        | 2012 – 2013 – 2014 – 2015 – 2016 – 2017 – 2018 – 2019 – 2020 – 2021 – 2022 – 2023 – 2024 – 2025 |
| 2012                                                                                            | 2012                                                                                            | 2012                                                                                            | 2012 | 2012 | 2012 | 2012                                                                                            | 2012                                                                                                   | 2012                                                                                            |
| ----------------------------------------------------------------------------------------------- | ----------------------------------------------------------------------------------------------- | ----------------------------------------------------------------------------------------------- | --- | --- | --- | ----------------------------------------------------------------------------------------------- | --- | ----------------------------------------------------------------------------------------------- |
| VV01                                                                                            | 13. Februar 2012 10:00                                                                          | Vega                                                                                            | LARES (Primärlast) ALMASat-1 (Primärlast) e-St@r Goliat Masat-1 PW-Sat Robusta UniCubeSat GG Xatcobeo | geodätischer Satellit Technologieerprobungssatelliten | ? (410 kg netto) | MEO                                                                                             | Erfolg                                                                                                 |                                                                                                 |
| 2013                                                                                            |                                                                                                 |                                                                                                 | | | |                                                                                                 | |                                                                                                 |
| VV02                                                                                            | 7. Mai 2013 02:06                                                                               | Vega                                                                                            | Proba V VNREDSat 1a ESTCube-1 | Technologieerprobungssatellit Erdbeobachtungssatellit Technologieerprobungssatellit | 638 kg (140 kg von Proba V, 115 kg von VNREDSat 1a, 1,33 kg von ESTCube-1) Der Nutzlastadapter der oberen Raketenstufe verblieb in einer Erdumlaufbahn und soll durch das Projekt Clearspace-1 aus dem Orbit entfernt werden. | SSO                                                                                             | Erfolg                                                                                                 |                                                                                                 |
| 2014                                                                                            |                                                                                                 |                                                                                                 | | | |                                                                                                 | |                                                                                                 |
| VV03                                                                                            | 30. April 2014 01:35                                                                            | Vega                                                                                            | KazEOSat-1 (DZZ-HR) | Erdbeobachtungssatellit | 918 kg (830 kg von KazEOSat-1) | SSO                                                                                             | Erfolg                                                                                                 |                                                                                                 |
| 2015                                                                                            |                                                                                                 |                                                                                                 | | | |                                                                                                 | |                                                                                                 |
| VV04                                                                                            | 11. Februar 2015 13:40                                                                          | Vega                                                                                            | Intermediate Experimental Vehicle (IXV) | Experimenteller Wiedereintrittskörper | 1932 kg (1845 kg vom IXV) | suborbital                                                                                      | Erfolg                                                                                                 |                                                                                                 |
| VV05                                                                                            | 23. Juni 2015 01:51                                                                             | Vega                                                                                            | Sentinel-2A | Erdbeobachtungssatellit | 1210 kg (1130 kg von Sentinel-2A) | SSO                                                                                             | Erfolg                                                                                                 |                                                                                                 |
| VV06                                                                                            | 3. Dezember 2015 04:04                                                                          | Vega                                                                                            | LISA Pathfinder | Technologieerprobungssatellit | 1986 kg (1906 kg von LISA Pathfinder) | LEO                                                                                             | Erfolg                                                                                                 |                                                                                                 |
| 2016                                                                                            |                                                                                                 |                                                                                                 | | | |                                                                                                 | |                                                                                                 |
| VV07                                                                                            | 16. September 2016 01:43                                                                        | Vega                                                                                            | SkySat 4–7 PeruSat-1 | 5 Erdbeobachtungssatelliten | 1230 kg (4 × 110 kg von SkySat 4–7 und 430 kg von PerúSAT-1) | SSO                                                                                             | Erfolg (1. kommerzieller Start)                                                                        |                                                                                                 |
| VV08                                                                                            | 5. Dezember 2016 13:51                                                                          | Vega                                                                                            | Göktürk 1 | Aufklärungssatellit | 1140 kg (1.060 kg von Göktürk 1) | SSO                                                                                             | Erfolg                                                                                                 |                                                                                                 |
| 2017                                                                                            |                                                                                                 |                                                                                                 | | | |                                                                                                 | |                                                                                                 |
| VV09                                                                                            | 7. März 2017 01:49                                                                              | Vega                                                                                            | Sentinel-2B | Erdbeobachtungssatellit | 1208 kg (1130 kg von Sentinel-2B) | SSO                                                                                             | Erfolg                                                                                                 |                                                                                                 |
| VV10                                                                                            | 2. August 2017 01:58                                                                            | Vega                                                                                            | OPTSAT-3000 / VENµS | Aufklärungssatellit Erdbeobachtungssatellit | 990 kg (368 kg von OPTSAT-3000 und 264 kg von VENµS) | SSO                                                                                             | Erfolg                                                                                                 |                                                                                                 |
| VV11                                                                                            | 8. November 2017 01:42                                                                          | Vega                                                                                            | Mohammed VI-A | Erdbeobachtungssatellit | 1190 kg (1110 kg von Mohammed VI-A) | SSO                                                                                             | Erfolg                                                                                                 |                                                                                                 |
| 2018                                                                                            |                                                                                                 |                                                                                                 | | | |                                                                                                 | |                                                                                                 |
| VV12                                                                                            | 22. August 2018 21:20                                                                           | Vega                                                                                            | ADM-Aeolus | Wettersatellit | 1436 kg (1357 kg von ADM-Aeolus) | SSO                                                                                             | Erfolg                                                                                                 |                                                                                                 |
| VV13                                                                                            | 21. November 2018 01:42                                                                         | Vega                                                                                            | Mohammed VI-B | Erdbeobachtungssatellit | 1184 kg (1108 kg von Mohammed VI-B) | SSO                                                                                             | Erfolg                                                                                                 |                                                                                                 |
| 2019                                                                                            |                                                                                                 |                                                                                                 | | | |                                                                                                 | |                                                                                                 |
| VV14                                                                                            | 22. März 2019 01:50                                                                             | Vega                                                                                            | PRISMA | Erdbeobachtungssatellit | 953,5 kg (879 kg von PRISMA) | SSO                                                                                             | Erfolg                                                                                                 |                                                                                                 |
| VV15                                                                                            | 11. Juli 2019 01:53                                                                             | Vega                                                                                            | Falcon Eye 1 | Aufklärungssatellit | 1279 kg (1197 kg von Falcon Eye 1) | SSO                                                                                             | Fehlschlag (→ Erläuterung)                                                                             |                                                                                                 |
| 2020                                                                                            |                                                                                                 |                                                                                                 | | | |                                                                                                 | |                                                                                                 |
| VV16                                                                                            | 3. September 2020 01:51                                                                         | Vega                                                                                            | SSMS PoC ÑuSat 6 ESail ION SCV „Lukas“ Athena 26× Flock-4v 8× Lemur-2 GHGSat-C1 Nemo-HD UPMSat-2 2× FSSCat (³Cat-5A/5B) Trisat Simba Picasso AMICal-Sat OSM-1 Cicero Dido-3 Napa 1 Tars (Kepler 2) 12× Spacebee TTÜ100 EG-2 (Tyvak 0171) | Rideshare-Testflug Erdbeobachtungssatellit AIS-Satellit Raumschlepper Technologieerprobungssatellit Erdbeobachtungssatelliten AIS-/Wettersatelliten Forschungssatellit Erdbeobachtungssatellit Technologieerprobungssatellit zwei Hochschulprojekte Technologieerprobungssatellit Forschungssatellit Erdbeobachtungssatellit Technologieerprobungssatellit Kommunikationssatellit Hochschulprojekt Kommunikationssatellit | 1327 kg (138 kg von Spaceflight Inc., 15,4 kg von GHGSAT-C1, 65 kg von NEMO-HD, 45 kg von UPMSAT-2, 112 kg von ESAIL, 150 kg von ION SCV, 43,5 kg von ÑuSat 6)                                                                | SSO                                                                                             | Teilerfolg Zwei Lemur-Satelliten verblieben in der Transporthalterung.                                 |                                                                                                 |
| VV17                                                                                            | 17. November 2020 01:52                                                                         | Vega                                                                                            | SEOSAT-Ingenio Taranis | Erdbeobachtungssatellit Forschungssatellit | 1192 kg (750 kg von Ingenio und 175 kg von TARANIS) | SSO Quasi-SSO                                                                                   | Fehlschlag (→ Erläuterung)                                                                             |                                                                                                 |
| 2021                                                                                            |                                                                                                 |                                                                                                 | | | |                                                                                                 | |                                                                                                 |
| VV18                                                                                            | 29. April 2021 01:50                                                                            | Vega                                                                                            | Pléiades Neo 3 NorSat 3 ELO Alpha (Tyvak-182A) 2× Lemur-2 BRAVO | Erdbeobachtungssatellit Technologieerprobungssatellit Kommunikationssatellit AIS-/Wettersatelliten Technologieerprobungssatellit | 1278 kg (920 kg von Pléiades Neo 3) | SSO                                                                                             | Erfolg                                                                                                 |                                                                                                 |
| VV19                                                                                            | 17. August 2021 01:47                                                                           | Vega                                                                                            | Pléiades Neo 4 LEDSAT RadCube Sunstorm BRO-4 | Erdbeobachtungssatellit TE/Satellitentracking TE/Forschung SIGINT | 1029 kg (922 kg von Pléiades Neo 4) | SSO                                                                                             | Erfolg                                                                                                 |                                                                                                 |
| VV20                                                                                            | 16. November 2021 09:27                                                                         | Vega                                                                                            | CERES 1-3 | 3× ELINT | 1548 kg (je 446 kg) | LEO                                                                                             | Erfolg                                                                                                 |                                                                                                 |
| 2022                                                                                            |                                                                                                 |                                                                                                 | | | |                                                                                                 | |                                                                                                 |
| VV21                                                                                            | 13. Juli 2022 13:13                                                                             | Vega-C                                                                                          | LARES 2 AstroBio CubeSat GreenCube ALPHA Celesta MTCube-2 TRISAT-R | Forschungssatellit, Geodäsie Technologieerprobungssatellit Forschungssatellit Technologieerprobungssatellit | ? (295 kg von LARES 2, 1 kg von Celesta und 5 kg von TRISAT-R) | MEO                                                                                             | Erfolg (Erstflug Vega-C)                                                                               |                                                                                                 |
| VV22                                                                                            | 21. Dezember 2022 01:47                                                                         | Vega-C                                                                                          | Pléiades Neo 5 Pléiades Neo 6 | Erdbeobachtungssatelliten | 1977 kg | SSO                                                                                             | Fehlschlag (→ Erläuterung)                                                                             |                                                                                                 |
| 2023                                                                                            |                                                                                                 |                                                                                                 | | | |                                                                                                 | |                                                                                                 |
| VV23                                                                                            | 9. Oktober 2023 01:36                                                                           | Vega                                                                                            | THEOS 2 TRITON PROBA V-CC MACSAT Anser Leader Anser Follower 1 Anser Follower 2 CSC 1 & 2 ESTCube-2 NESS PRETTY | Erdbeobachtungssatellit Wettersatellit Erdbeobachtungssatellit Kommunikationssatellit Erdbeobachtungssatellit ? Technologieerprobungssatellit Erdbeobachtungssatellit | 1241,7 kg (417 kg von THEOS 2, 241 kg von TRITON und 18 kg von PROBA V-CC) | SSO                                                                                             | Teilerfolg Die Satelliten Anser Leader und ESTCube-2 verblieben anscheinend in der Transporthalterung. |                                                                                                 |
| 2024                                                                                            |                                                                                                 |                                                                                                 | | | |                                                                                                 | |                                                                                                 |
| VV24                                                                                            | 5. September 2024 01:50                                                                         | Vega                                                                                            | Sentinel-2C | Erdbeobachtungssatellit | 1220 kg | SSO                                                                                             | Erfolg Letzter Vega-Flug                                                                               |                                                                                                 |
| VV25                                                                                            | 5. Dezember 2024 21:20                                                                          | Vega-C                                                                                          | Sentinel-1C | Erdbeobachtungssatellit | 2286 kg | SSO                                                                                             | Erfolg Erster Start nach Überarbeitung der 2. Stufe Zefiro 40.                                         |                                                                                                 |
| 2025                                                                                            |                                                                                                 |                                                                                                 | | | |                                                                                                 | |                                                                                                 |
| VV26                                                                                            | 29. April 2025 09:15                                                                            | Vega-C                                                                                          | Biomass | Erdbeobachtungssatellit | 1170 kg | SSO                                                                                             | Erfolg                                                                                                 |                                                                                                 |
| VV27                                                                                            | 26. Juli 2025 02:03                                                                             | Vega-C                                                                                          | CO3D Microcarb | 4 Erdbeobachtungssatelliten Erdbeobachtungssatellit | 1700 kg (4 × 285 kg von C03D, 180 kg von Microcarb) | SSO                                                                                             | Erfolg                                                                                                 |                                                                                                 |

## Geplante Starts
Das Datum gibt jeweils den frühstmöglichen Starttermin unter optimistischen Annahmen an. Häufig kommt es noch zu Verschiebungen auf ein späteres Jahr.
| Start Nr.                                 | Datum & Uhrzeit (UTC) | Typ     | Mission 000Nutzlast000 | Art                         | Nutzlast in kg (brutto) 1 | Orbit 2   | Anmerkungen     |
| ----------------------------------------- | --------------------- | ------- | ---------------------- | --------------------------- | ------------------------- | --------- | --------------- |
|                                           | Q4 2025               | Vega-C  | KOMPSat-7              | Erdbeobachtungssatellit     | 2000 kg                   | SSO       |                 |
|                                           | 2025?                 | Vega-C  | KOMPSat-6              | Erdbeobachtungssatellit     | 1750 kg                   | SSO       |                 |
|                                           | 2026                  | Vega-C  | EAGLE-1                | Quantenkryptografie         |                           | LEO       |                 |
|                                           | 2026                  | Vega-C  | SMILE                  | Forschungssatellit          |                           | HEO       |                 |
|                                           | 2026                  | Vega-C  | Sentinel-3C            | Erdbeobachtungssatellit     |                           | SSO       |                 |
|                                           | 2026                  | Vega-C  | CSG-3                  | Erdbeobachtungssatellit     |                           | SSO       |                 |
|                                           | 2027                  | Vega-C  | Sentinel CO2M-B        | Erdbeobachtungssatellit     |                           | SSO       |                 |
|                                           | 2027                  | Vega-C  | Sentinel CO2M-A        | Erdbeobachtungssatellit     |                           | SSO       |                 |
|                                           | 2027                  | Vega-C  | Forum                  | Erdbeobachtungssatellit     |                           | SSO       |                 |
|                                           | 2027                  | Vega-C+ | Space Rider            | Raumgleiter                 |                           | LEO       |                 |
|                                           | Ende 2027             | Vega-C  | FLEX ALTIUS            | Erdbeobachtungssatelliten   |                           | SSO       |                 |
|                                           | 2027–2028             | Vega-E  |                        |                             |                           |           | Erstflug Vega-E |
|                                           | 2029                  | Vega-C  | Clearspace-1           | Weltraummüllbeseitigung     |                           | SSO       |                 |
|                                           | 2029                  | Vega-C  | Harmony                | 2 Erdbeobachtungssatelliten |                           | SSO       |                 |
|                                           | 2029                  | Vega-C  | / MERLIN               | Atmosphärenforschung        | ? (430 kg von MERLIN)     | SSO       |                 |
|                                           | 2030                  | Vega-C  | Truths                 | Erdbeobachtungssatellit     |                           | LEO polar |                 |
| Die folgenden Starttermine sind veraltet: |                       |         |                        |                             |                           |           |                 |
|                                           | 2024                  | Vega-C  | PLATiNO 1              | Erdbeobachtungssatellit     |                           | SSO       | Stand 2022      |
|                                           | 2024                  | Vega-C  | PLATiNO 2              | Erdbeobachtungssatellit     |                           | SSO       | Stand 2022      |
|                                           | 2025                  | Vega-C  | CSG-4                  | Erdbeobachtungssatellit     |                           | SSO       | Stand 2023      |
|                                           | 2–3 Starts ab Q4 2025 | Vega-C  | IRIDE                  | Erdbeobachtungssatelliten   |                           | SSO       | Stand 2023      |